# 山路晴久
山路 晴久（やまじ てるひさ）は、日本のアニメのプロデューサー。テレコム・アニメーションフィルムに所属し、同社制作のアニメのプロデュースや制作進行を担当する。

## 略歴・人物
2002年ごろにテレコム・アニメーションフィルム退社ののちアンサー・スタジオなどを経て、現在は再びテレコムに在籍。

## 参加作品

### テレビアニメ
- 名探偵ホームズ（1984年-1985年） - 制作進行
- スパイダーマン（1994年-1996年） - 制作担当
- サイバーシックス（2000年-2001年） - 協力プロデューサー
- パタパタ飛行船の冒険（2002年） - 担当プロデューサー
- ゴルゴ13（2009年） - 制作担当
- ルパン三世 血の刻印 〜永遠のMermaid〜（2011年） - 制作担当
- アイカツ!（2012年-2013年） - アニメーションプロデューサー
- 戦国BASARA Judge End（2014年） - エンディング制作進行
- ルパン三世 PART IV（2015年） - 制作進行[1]

### 劇場アニメ
- AKIRA（1988年） - 制作進行
- NEMO/ニモ（1989年） - 制作進行
- おじさん改造講座（1990年） - 制作デスク
- ルパン三世 くたばれ!ノストラダムス（1995年） - 制作担当
- 劇場版 HUNTER×HUNTER -The LAST MISSION-（2013年） - 作画制作協力
- LUPIN THE IIIRD 次元大介の墓標（2014年） - 制作進行

### OVA
- おざなりダンジョン 風の塔（1991年） - 制作デスク
- モエかん（2003年-2004年） - プロデューサー
- 装甲騎兵ボトムズ 幻影篇（2010年） - プロデューサー